# Lilla Tvägöl (Valdshults socken, Småland)
Lilla Tvägöl är en sjö i Gislaveds kommun i Småland och ingår i Nissans huvudavrinningsområde.